# Welcome to the Pleasuredome (single)
Welcome to the Pleasuredome is een nummer van de Britse new waveband Frankie Goes to Hollywood uit 1985. Het is de vierde en laatste single van hun gelijknamige debuutalbum.

## Achtergrondinformatie
"Welcome to the Pleasuredome" is gebaseerd op het gedicht Kubla Khan van Samuel Taylor Coleridge, dat gaat over een idyllische plek, de hemel op aarde. De gesproken intro is geïnspireerd uit Walter Kaufmanns vertaling van het boek De geboorte van de tragedie van Friedrich Nietzsche. Omdat de originele albumversie met een lengte van 13:38 vrij lang was, werd het nummer voor de 7" versie ingekort tot 4:20, zodat het op de radio gedraaid kon worden. Het nummer werd in diverse landen een hit en bereikte de 2e positie in het Verenigd Koninkrijk. In de Nederlandse Top 40 werd de 12e positie bereikt, en in de Vlaamse Radio 2 Top 30 kwam het een plek lager.
De tekst en de videoclip werden bekritiseerd omdat ze losbandigheid zouden verheerlijken. Na hun eerdere single Relax, die vergelijkbare kritieken kreeg, wakkerde "Welcome to the Pleasuredome" het debat rond de band verder aan.

## Tracklijst
- 7"

1. "Welcome to the Pleasuredome" – 4:20
2. "Get It On" – 3:28
3. "Happy Hi!" – 3:47

- 12"

1. "Welcome to the Pleasuredome" – 9:42
2. "Get It On" – 3:28
3. "Happy Hi!" – 4:04
4. "Relax" – 4:51